# فرودگاه روز
فرودگاه روز (به انگلیسی: Ruse Airport) یک فرودگاه همگانی با کد یاتا ROU است که یک باند فرود بتن دارد و طول باند آن ۲۵۰۰ متر است. این فرودگاه در شهر روسه، بلغارستان کشور بلغارستان قرار دارد و در ارتفاع ۱۷۵ متری از سطح دریا واقع شده است.